# بالدوين الرابع، كونت هينو
بالدوين الرابع (1108 - 8 نوفمبر 1171) كان كونت هينو من 1120 حتى وفاته، هو ابن بالدوين الثالث، كونت هينو ويولاند دي فاسنبرغ؛ وأيضا لُقب بـ مِعْمار.

## الزواج والأبناء
تزوج من أليس من نامور وريثة نامور؛ وكان لديهم:-
- يولاند (1131-1202) تزوجت من إيفو الثاني، كونت سواسون،[1] ثم من هيو الرابع، كونت سان بول.[1]
- بالدوين (1147-1134).
- أغنيس (1168-1142) تزوجت من رالف الأول، لورد كوسي،[1] وهما والدا يولاندا زوجة روبرت الثاني كونت درو.
- غودفري، كونت أوسترفانت (1163-1147) زوج الأول لـ إليونور، كونتيسة فرماندوا.
- وليام (غيلوم)  (؟-1230) تزوج من ماهوت دي لالينج.
- لوريتا (1181-1150) تزوج من تييري دي ألوست[2] ثم من بوشار الخامس بارون مونمورانسي،[3] وهما والدا العسكري الشهير ماتيو الثاني بارون مونمورانسي كندسطبل فرنسا.
- بالدوين الخامس، كونت هينو (1195-1150)[2] وأيضا كونت فلاندرز من خلال زواجه من مارغريت الأولى من فلاندرز.